# 연극학
연극학은 연극에 대해 연구하는 학문이다. 연극의 문학성, 연극을 수행하는 기술, 연극을 잘 만들기 위한 방법, 연극의 역사 등을 연구한다.
연극영화과에 가면 기본적인 연극에서의 움직임, 호흡과 발성, 즉흥연기나 표현에 대해 배우고, 공연 기획이나 연출에 대해서도 배우기에 연극학에 대해 연구하기에 좋은 발판이 될 수 있다. 또한 연극에서 연기하기에도 좋은 발판이 될 수 있다. 

## 같이 보기
- 문학이론